# Bosco di Chiusi e Paduletta di Ramone
Bosco di Chiusi e Paduletta di Ramone este o arie protejată (arie specială de conservare — SAC, sit de importanță comunitară — SCI, arie de protecție specială avifaunistică — SPA) din Italia întinsă pe o suprafață de 419 ha, integral pe uscat.

## Localizare
Centrul sitului Bosco di Chiusi e Paduletta di Ramone este situat la coordonatele 43°48′25″N 10°49′38″E / 43.806944°N 10.827222°E.

## Înființare
Situl Bosco di Chiusi e Paduletta di Ramone a fost declarat sit de importanță comunitară în iunie 1995 pentru a proteja 1 specie de plante și 28 de specii de animale. Alte tipuri de protecție:
- arie de protecție specială avifaunistică (în martie 2004)[2]
- arie specială de conservare (în mai 2016)[1][3][4]

## Biodiversitate
Situată în ecoregiunea mediteraneană, aria protejată conține 8 habitate naturale: Păduri de stejar sau de stejar și carpen sub-atlantice și medio-europene de Carpinion betuli, Depresiuni pe substraturi de turbă de Rhynchosporion, Ape stătătoare oligotrofe până la mezotrofe, cu vegetație de Littorelletea uniflorae și/sau de Isoëto-Nanojuncetea, Pajiști uscate europene, Păduri aluvionare cu Alnus glutinosa și Fraxinus excelsior (Alno-Padion, Alnion incanae, Salicion albae), Pajiști umede mediteraneene cu ierburi înalte de Molinio-Holoschoenion, Păduri panonice-balcanice de stejar turcesc - stejar sesil, Lacuri eutrofice naturale cu vegetație de tip Magnopotamion sau Hydrocharition.
La baza desemnării sitului se află mai multe specii protejate:
- plante (1): Gladiolus palustris
- păsări (23): privighetoare-de-baltă (Acrocephalus melanopogon), pescăruș albastru (Alcedo atthis), rață mare (Anas platyrhynchos), stârc galben (Ardeola ralloides), ciuf de câmp (Asio flammeus), caprimulg (Caprimulgus europaeus), chirichița cu obraz alb (Chlidonias hybrida), chirighiță neagră (Chlidonias niger), erete de stuf (Circus aeruginosus), erete vânăt (Circus cyaneus), egretă mică (Egretta garzetta), piciorong (Himantopus himantopus), stârc pitic (Ixobrychus minutus), sfrâncioc roșiatic (Lanius collurio), becațină mică (Lymnocryptes minimus), gaia neagră (Milvus migrans), stârc de noapte (Nycticorax nycticorax), vultur pescar (Pandion haliaetus), viespar (Pernis apivorus), Phoenicopterus ruber, ploier auriu (Pluvialis apricaria), corcodel-cu-gât-negru (Podiceps nigricollis), rață cârâitoare (Spatula querquedula)
- amfibieni (1): Triturus carnifex
- mamifere (2): liliacul mediteranean cu potcoavă (Rhinolophus euryale), liliacul mare cu potcoavă (Rhinolophus ferrumequinum)
- nevertebrate (2): rădașcă (Lucanus cervus), fluturele purpuriu (Lycaena dispar)

Pe lângă speciile protejate, pe teritoriul sitului au mai fost identificate 9 specii de plante, 4 specii de amfibieni, 5 specii de mamifere, 9 specii de nevertebrate, 2 specii de reptile.